# Ахвердиев, Мешади Зейнал
Мешади Зейнал Ахвердиев (азерб. Məşədi Zeynal Haqverdiyev; 1850-е, Киркиджан, Шушинский уезд — 1918, Баку) — азербайджанский тарист XIX—XX веков, один из первых сольных таристов в истории азербайджанской музыки.

## Биография и творчество
Мешади Зейнал Ахвердиев родился в 1850-х годах (по некоторым данным в 1861 году) в селе Кяркиджахан Шушинского уезда. Учась в Шушинском реальном училище, он вырос в окружении таких известных деятелей культуры, как Фиридун-бек Кочарли, Юсиф-бек Мелик-Ахназаров, Азад-бек Амиров, Керим-бек Мехмандаров, Наджаф-бек Везиров, Абдуррахим-бек Ахвердиев, Джаббар Карьягдыоглы.
Мешади Зейнал брал уроки у известного исполнителя на таре Али Аскера и Садыхджана и с юных лет участвовал в меджлисах Шуши. В течение многих лет он сопровождал Шахназа Аббаса, Абдулбаги Зулалова, Чекмечи Мухаммеда, Мешади Мухаммеда Фарзалиева, Сегаха Ислами, Меджида Бейбутова, а позже Сеида Шушинского и других на публичных собраниях и «Восточных» концертах.
В 1911—1918 годах Мешади Зейнал выступал в качестве тариста в оперно- драматических спектаклях и благотворительных вечерах в Баку, Тифлис и Шуше, в перерывах театральных представлений аккомпанировал певцам Сегаху Ислам, Сеиду Шушинскому, Маджиду Бейбутову. 20 января 1907 года он вместе с другими артистами участвовал на вечере, посвященном бедным мусульманам, который был организован Мусульманским благотворительным обществом. Узеир Гаджибеков приглашал его на оперные спектакли, а в 1911 году Мешади Зейнал играл партию тара в опере «Лейли и Меджнун». 13 марта 1915 года в Баку Мешади исполнил мугам «Рахаб» на «Восточной ночи», организованной Обществом «Ниджат».
Мешади Зейнал после Садыхджана был одним из первых в истории азербайджанской музыки таристов, игравших соло. Еще в 1897 году он сыграл «Чахаргях» на благотворительном вечере, устроенном в «Театре Хандамирова» в Шуше. Этот мугам особенно выделяется в своем исполнении. Кроме того, он известен как солист мугама «Забул».
Тарзан Мешади Зейнал умер в Баку в 1918 году.